# 毛受頼勝
毛受 頼勝（めんじゅ よりかつ）は、室町時代中期の武士。
源頼国の末裔。毛受頼定（多田頼貞?）の子。妹・佐登は小坂吉政の正室になった。